# Caenomastax atopa
Caenomastax atopa är en insektsart som beskrevs av Morgan Hebard 1923. Caenomastax atopa ingår i släktet Caenomastax och familjen Eumastacidae. Inga underarter finns listade i Catalogue of Life.